# Re 450
Re 450 — четырёхосный пассажирский электровоз железных дорог Швейцарии, используемый с двухэтажными пассажирскими вагонами как S-Bahn в Цюрихе.

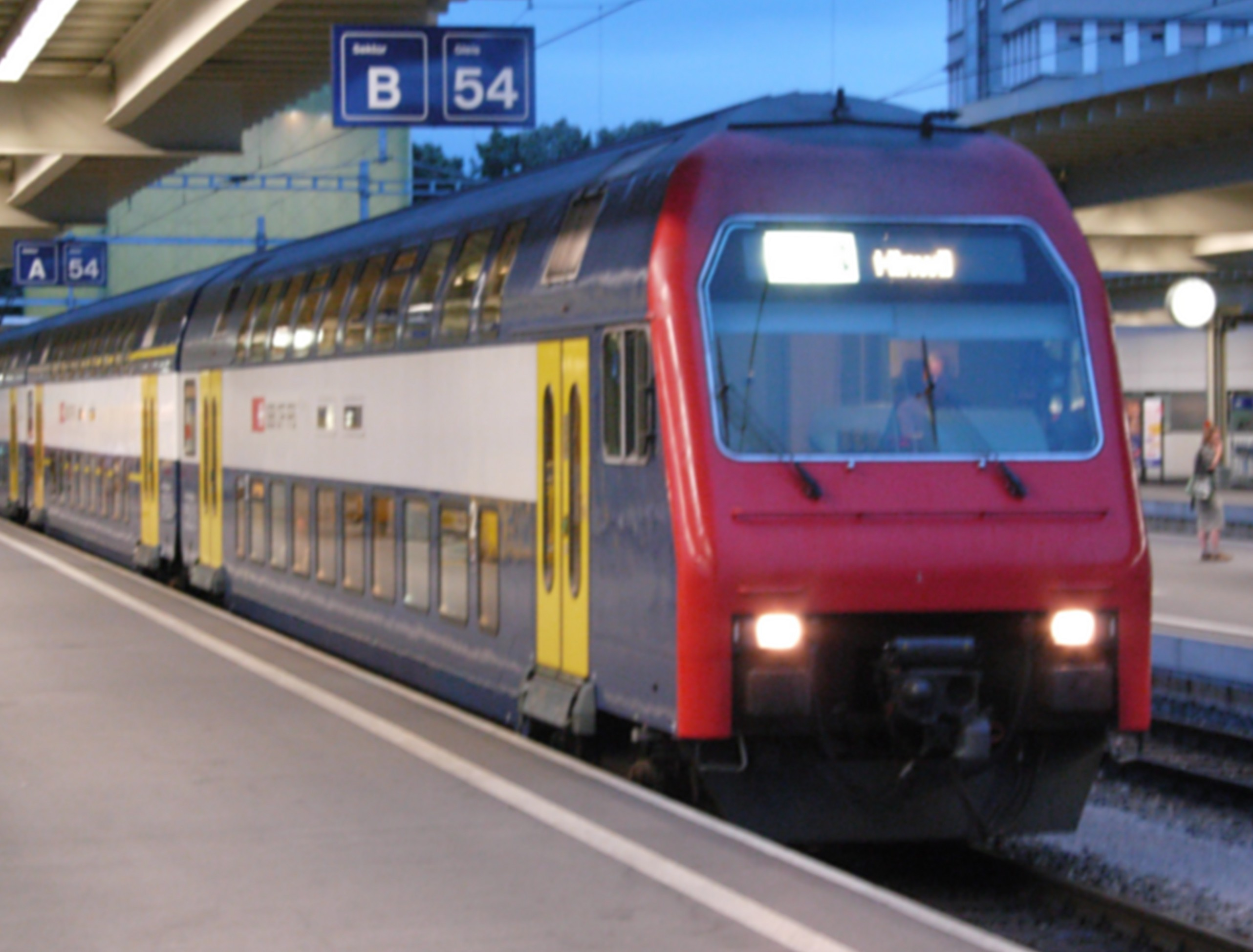
Вагон с кабиной управления. На другом конце поезда Re 450

Как правило электровоз работает с трёхвагонными сцепками двухэтажных вагонов. Задний вагон такой сцепки — головной вагон и имеет кабину управления, из которой машинист локомотива может управлять электровозом.
Существует техническая возможность сцеплять два таких поезда вместе, при этом образуется состав из двух электровозов, расположенных по концам состава из шести двухэтажных вагонов. Такая возможность используется при увеличении пассажиропотока в часы пик. Этот тип поездов обслуживает 60 % всех линий кантона Цюрих, а также некоторые рейсы Regio-Express (Регион-Экспресс).